# Dr. Kawashima's Brain Training: Hoe oud is jouw brein?
Dr. Kawashima's Brain Training: Hoe oud is jouw brein? (Engels: Brain Age: Train Your Brain in Minutes a Day!) is een educatief spel voor de Nintendo DS. Het werd ontwikkeld en uitgegeven door Nintendo. Het spel is gemaakt voor volwassenen en werd gebaseerd op een populair boek van Dr. Ryūta Kawashima.

## Geschiedenis
Nintendo was op zoek naar iets nieuws dat zowel gamers als niet-gamers zou aantrekken. In een van de vergaderingen vertelde de financieel directeur van Nintendo over het boek "Train Your Brain" en het succes dat het boek had. Satoru Iwata, de president van Nintendo, regelde een afspraak met de auteur van het boek Dr. Ryūta Kawashima.
Zowel Mr. Iwata als Dr. Kawashima hadden het te druk om een afspraak te maken, uiteindelijk hadden ze dan toch een afspraak tijdens de Nintendo DS lancering. Dit duurde 3 uur en er werd veel gebrainstormd. Dr. Kawashima legde de basis van zijn studies uit.
Iwata zorgde voor een team van 9 ontwikkelaars die zouden werken aan het spel. Ze moesten in 90 dagen tijd een demonstratie kunnen geven.
Het spel werd gepromoot in meerdere televisiereclames, waarvoor onder andere Nicole Kidman gestrikt werd.

## Gameplay
Het spel is ontworpen om zoals Nintendogs en Animal Crossing: Wild World iedere dag een beetje te spelen. Iedere speelsessie houdt activiteiten in als snel lezen, rekenen, tekenen en Stroop-testen.
Na het registreren van je naam in het spel volgt een kalendermenu met vier opties:
- Hersenleeftijdstest: Dit is een soort test: de speler krijgt 3 oefeningen voorgeschoteld die daarna de huidige hersenleeftijd bepaalt.
- Training: Hier treft de speler zijn dagelijkse training aan. Hij kan kiezen uit 9 oefeningen
- Grafiek: Hier worden alle gegevens over elke speler bewaard.
- Overige opties: Hier kan de gebruiker alle instellingen aanpassen.

De DS wordt vastgehouden zoals een boek. Het touchscreen kan zowel links als rechts gezet worden naargelang de speler rechts- of linkshandig is. Het spel gebruikt zowel de microfoon als het touchscreen met een handschrift herkenningsprogramma.
Na iedere sessie geeft het spel een score (de hersenleeftijd) die de leeftijd van je hersenen moet voorstellen. Deze score is minstens 20 wat dus betekent dat de hersenen 20 jaar oud zijn. De bedoeling is een score te halen die zo dicht mogelijk bij de 20 ligt.
Na de sessie kan de speler oefeningen opnieuw doen en zijn score proberen te verbeteren. Er zijn ook meer dan 100 sudoku-puzzels in het spel. De speler kan ook samen met 15 andere spelers een wedstrijd spelen waar ze zo snel mogelijk moeten rekenen.

### Kritiek
Niet iedereen is overtuigd van de effectiviteit van de braintrainer. Wetenschappelijk onderzoek heeft namelijk nog geen overtuigende bewijzen kunnen vinden dat oefening in specifieke cognitieve taken tot een werkelijke verbetering van het geheugen leidt. Oefenen in computerspelletjes leidt wél tot grotere bedrevenheid in de specifieke spelletjes, maar blijkt (in tegenstelling tot wat fabrikanten beweren) niet tot een algemene verbetering van het geheugen te leiden.

### Download
Het spel beschikt ook over een downloadoptie, die gebruikmaakt van de DS download play functie. De speler kan kiezen uit twee submenu's
- Meespeler-stand: Hier kan de speler zijn DS-systeem koppelen aan een ander DS-systeem. Samen kunnen ze verschillende oefeningen maken
- Demo versturen: Hiermee kan de speler het spel een demo-versie versturen aan een ander DS-systeem. De demo verdwijnt als de speler zijn Nintendo DS-systeem uitzet.

## Vervolg
Er is ook een vervolg van Brain Training, namelijk Meer Brain Training van Dr. Kawashima: Hoe oud is jouw brein?. Daarnaast zal er in 2013 nog een vervolg uitkomen, genaamd Dr. Kawashima's Duivelse Brain Training: Kun jij je blijven concentreren?. Ook zijn er verschillende oefeningen uit het hoofdspel op DSiWare verschenen, zoals Sudoku.